# Cyclamen coum
Cyclamen coum és una espècie de planta tuberosa de la família de les Primulàcies.

## Descripció

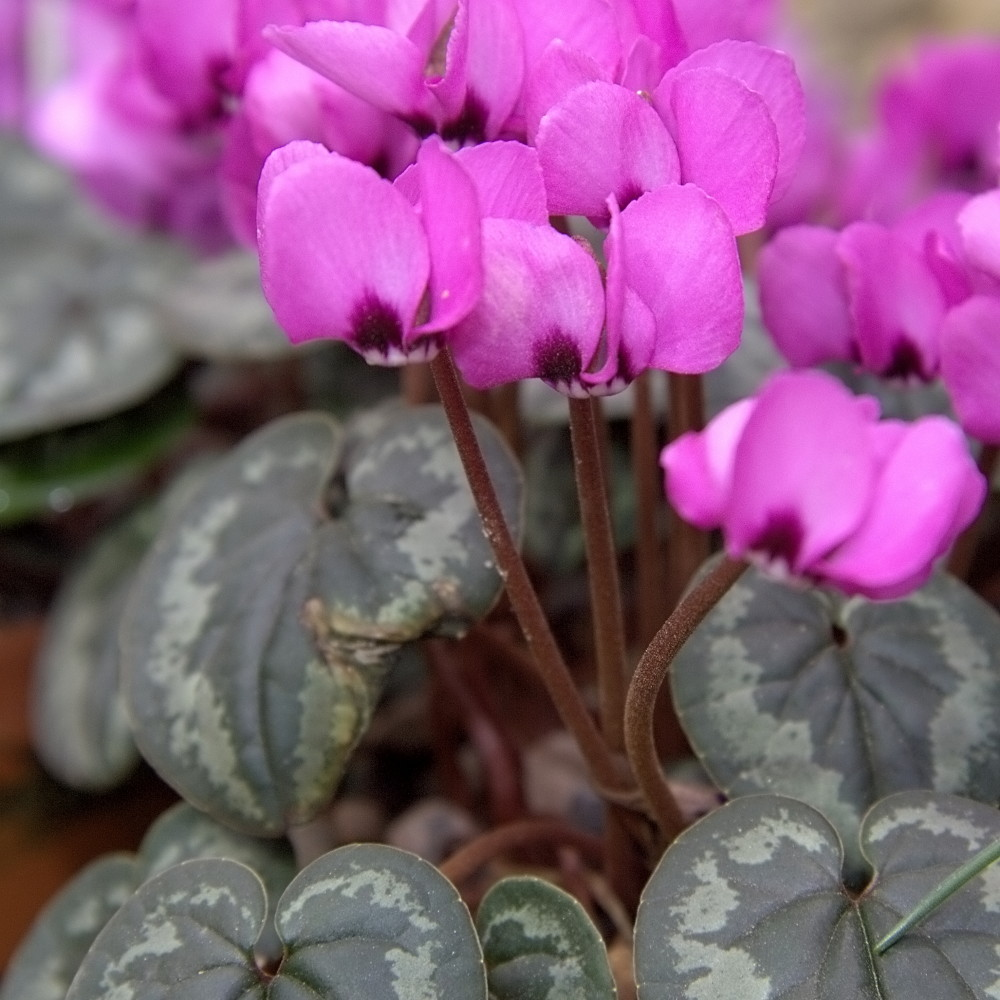
Detall

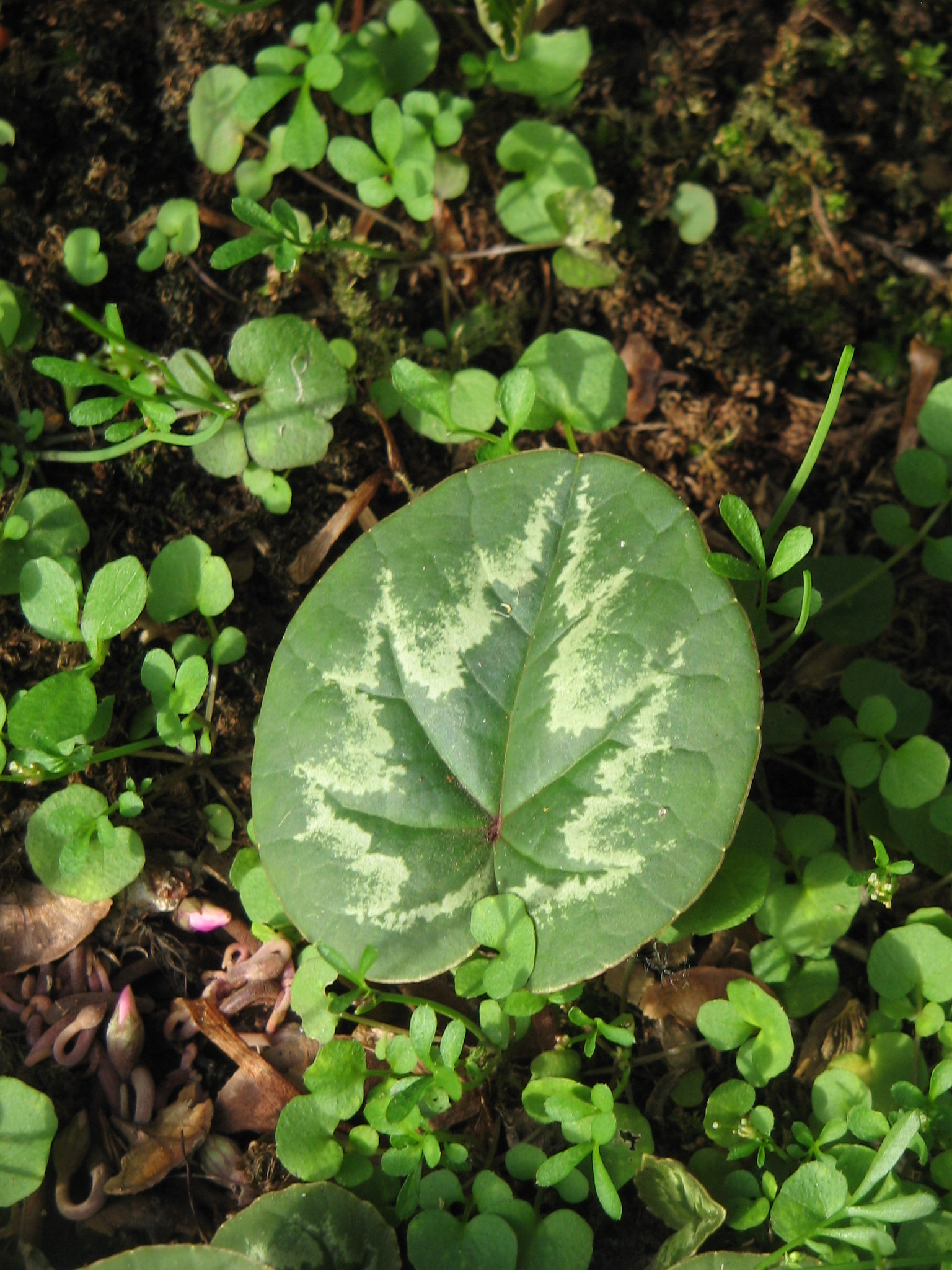
Fulla

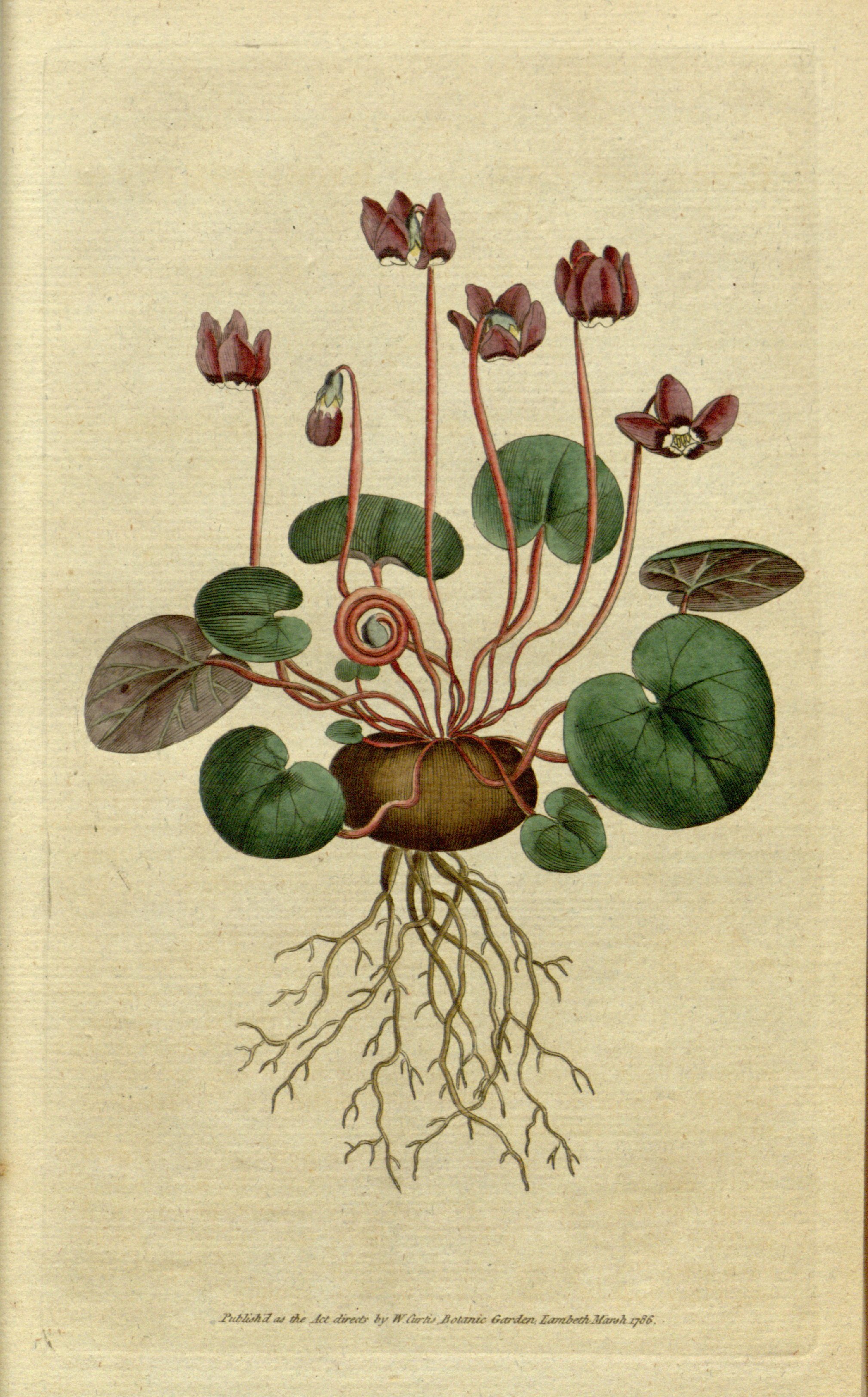
Il·lustració

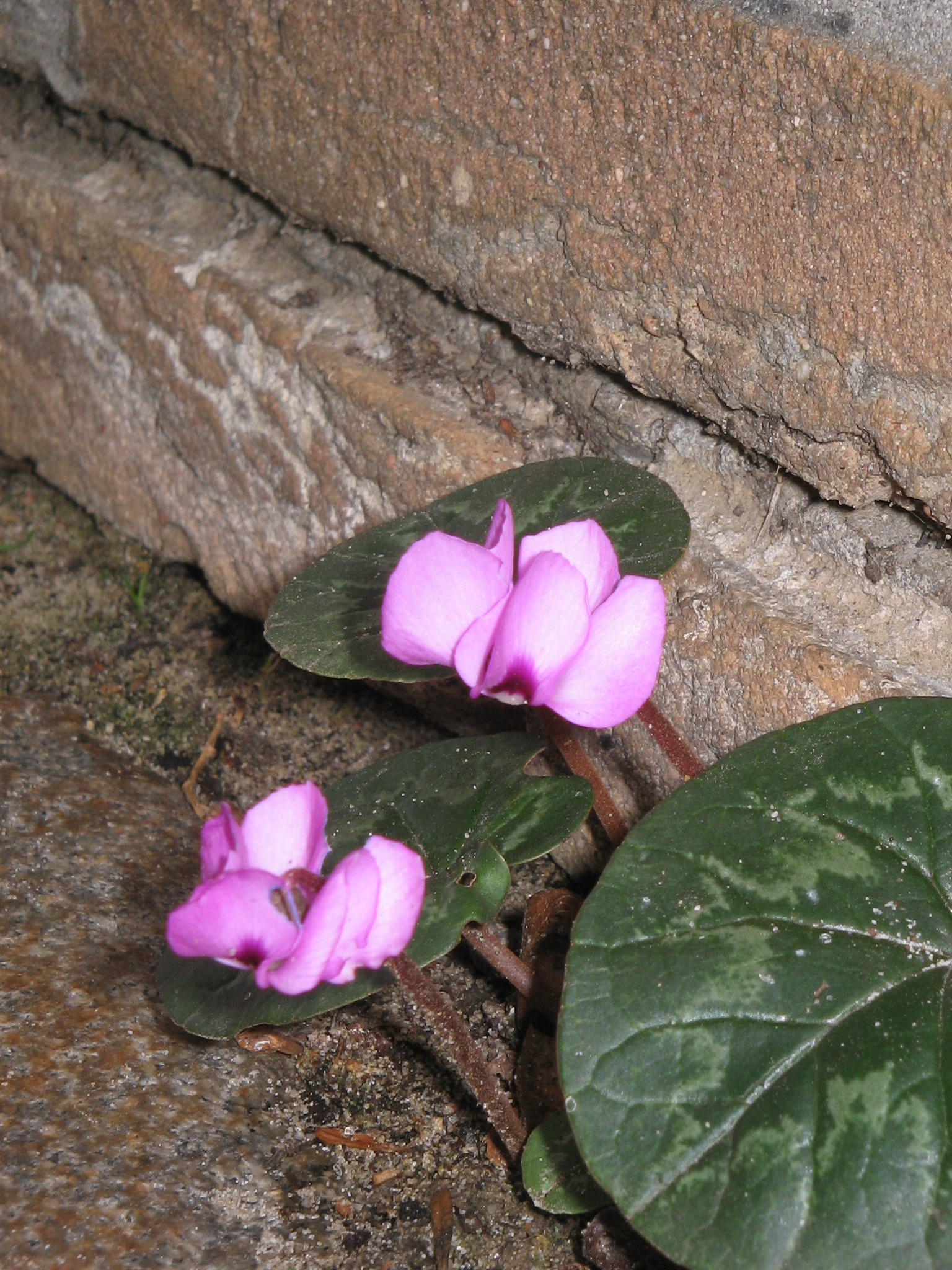
Vista de la planta al seu hàbitat.

És més petita i rabassuda que les altres espècies del gènere. El tubercle produeix arrels només des del centre de la part inferior. Les seves fulles són planes i gairebé rodones o una mica arronyonades amb la vora del limbe llis o suaument dentat. Els pètals són de color magenta, rosa o blanc, amb una taca fosca a la base i altres blanques o rosats per sota. Floreixen d'hivern fins a la primavera (desembre-abril), i suporta molt bé les baixes temperatures.

## Distribució i hàbitat
És present a les muntanyes i les zones costaneres que voregen el sud i l'est del mar Negre, des de Bulgària a l'oest fins a Geòrgia i Crimea, i la República Autònoma d'Ucraïna a l'est. També creix a les muntanyes de l'Elburz, a l'Iran. S'estén igualment al sud de Turquia, des del Hatay al sud, fins al Mediterrani oriental a través de Síria i el Líban i Israel.
Creix a llocs ombrívols de boscos de coníferes i d'arbres de fulla ampla i en matollars, ocasionalment entre arrels d'arbres i roques.

## Cultiu
L'espècie pot resistir temperatures extremadament baixes, fins -28 °C durant llargs períodes. Pot créixer en ambients oberts o a l'ombra, però creix millor a climes càlids i d'ombra. No obstant això, pot prosperar en tests, amb un compost ben drenat. La subespècie caucasicum és menys resistent.

## Taxonomia

### Etimologia
- Cyclamen: nom genèric que deriva del grec χυχλάμινος, probablement de χύχλος, cyclos, "cercle", per la forma arrodonida dels tubercles i de les fulles, i després llatinitzat cyclamen, cyclaminis o cyclaminos, en diversos autors de l'antiguitat: Plini el Vell (21, 51) (25, 116), Dioscòrides (II, 153) i altres, amb el mateix sentit.[4]
- coum: epítet geogràfic que fa referència més probablement a Koa (una antiga regió de l'est de Cilicia, ara part d'Armènia i del sud-est de Turquia), que no pas a l'Illa Cos (Cous, -a, -um en llatí, del grec Κώος), on l'espècie no hi creix.[5] Philip Miller no és gens explícit sobre el locus typicus (localitat tipus) de l'espècie, però escriu Coum amb majúscula, el que significa que es refereix a un nom propi de lloc o persona, com era costum en aquella època.

### Subespècies
- Cyclamen coum subsp. caucasicum (K.Koch) O.Schwarz
- Cyclamen coum subsp. elegans (Boiss. & Buhse) Grey-Wilson

### Sinonímia
- Cyclamen apiculatum Jord.
- Cyclamen brevifrons Jord.
- Cyclamen coum f. albissimum R.H.Bailey & al.
- Cyclamen coum subsp. hiemale O. Schwarz
- Cyclamen coum f. pallidum Grey-Wilson
- Cyclamen durostoricum Pantu & Solacolu
- Cyclamen europaeum subsp. orbiculatum (Mill.) O.Schwarz
- Cyclamen hiemale Hildebr.
- Cyclamen hiemale Hilebr.
- Cyclamen hyemale Salisb.
- Cyclamen hyemale Salib.
- Cyclamen kusnetzovii Kotov & Czernova
- Cyclamen orbiculatum Mill.
- Cyclamen vernale K.Koch
- Cyclamen vernum var. hiemale (Hildebr.) O.Schwarz
- Cyclaminus coa Asch.
- Cyclaminus coum (Mill.) Bergmans[6]